# Clinocottus analis
Clinocottus analis és una espècie de peix pertanyent a la família dels còtids.

## Descripció
- Fa 18 cm de llargària màxima.[3][4]
- Té un cos allargat amb un cap ample i aplanat.[5]
- Presenta una boca amb moltes dents.[5]
- No té escates.[5]
- Presenta brànquies cobrint tota l'espina dorsal que acaba en dues espines afilades.[5]
- Presenta 3 tipus d'aletes diferents, cada una conté entre 12-15 radis espinosos:
  - Dorsals
  - Anals
  - Caudals: tenen una forma arrodonida i són més fosques que la resta del cos. [5]

## Distribució geogràfica
Es troba al Pacífic oriental central: des del cap Mendocino (nord de Califòrnia, els Estats Units) fins a les costes centrals de la Baixa Califòrnia (Mèxic).

Baixa Califòrnia, Mèxic

## Hàbitat
És un peix marí, demersal, no migratori i de clima subtropical que viu entre 0-18 m de fondària.
Es troben comunament a prop de àrees en roques, especialment a zones intermareals de 19 m de profunditat. En l’etapa larval són més abundants en aigües poc profundes (15 m) que en alta mar (22-75 m) i més abundants a prop de les regions marítimes rocoses que en les platges. A mesura que creixen, els individus es desplacen a pous intermareals cada vegada més grans, més profunds.
La temperatura de les aigües son habita oscil·la entre 6-22 °C.

## Depredadors
Als Estats Units és depredat pel bernat americà (Ardea herodias), Leucophoyx thula i Catoptrophorus semipalmatus.

## Alimentació
És principalment carnívor, s'alimenta d’una gran varietat de invertebrats (crustacis, mol·luscs i petites preses betòniques) associats a algues de les aigües intermareals.

## Metabolisme
Tenen la capacitat de respirar aire i poden sobreviure fins a 24 hores fora del aigua.
Són capaços d’adaptar-se a ràpides fluctuacions de temperatura i de salinitat.

## Reproducció
Presenten una reproducció ovípara amb fecundació interna.
La fresa es produeix en aigües costaneres poc profundes, i cada femella pot arribar a posar entre 50 i 1300 ous varies vegades al any.
La mida de les larves és de 12-25 mm i poden arribar fins a una mida de 50-60 mm de longitud total.

## Comportament
No són peixos migratoris.
Es poden camuflar gràcies als subtils canvis de coloració corporal. Les taques corporals acostumen a ser de color verd, negre verdós, marró verdós i tons vermellosos.

## Observacions

Estructura molecular de la biliverdina

És inofensiu per als humans i capaç de respirar aire quan és fora de l'aigua.
La dinàmica de població de Clinocottus analis és altament estacional. En general, el creixement i la fertilitat tenen el seu màxim des de principis de primavera fins a l’estiu. No obstant, la supervivència no és estacional.
Tenen el plasma de color verd degut a la biliverdina que s'uneix als complexos proteics.